# Melitaea ornata
Melitaea ornata är en fjärilsart som beskrevs av Hugo Theodor Christoph 1893. Melitaea ornata ingår i släktet Melitaea och familjen praktfjärilar. Inga underarter finns listade i Catalogue of Life.